# Conraua
Conraua é um género de anfíbio anuro pertencente à família Conrauidae.

## Espécies
- Conraua alleni (Barbour and Loveridge, 1927)
- Conraua beccarii (Boulenger, 1911)
- Conraua crassipes (Buchholz and Peters, 1875)
- Conraua derooi Hulselmans, 1972
- Conraua goliath (Boulenger, 1906)
- Conraua kamancamarai Neira-Salamea, Doumbia, Hillers, Sandberger-Loua, Kouamé, Brede, Schäfer, Blackburn, Barej, and Rödel, 2022
- Conraua robusta Nieden, 1908
- Conraua sagyimase Neira-Salamea, Ofori-Boateng, Kouamé, Blackburn, Segniagbeto, Hillers, Barej, Leaché, and Rödel, 2021